# Wingham, Kent
Wingham (engelskt uttal: [ˈwɪŋəm]) är en ort och civil parish i grevskapet Kent i sydöstra England. Orten ligger i distriktet Dover, cirka 9 kilometer öster om Canterbury. Tätorten (built-up area) hade 1 311 invånare vid folkräkningen år 2021.
John Peckham, som var ärkebiskop av Canterbury, grundade år 1286 ett college i Wingham.